# Hofanlage Schillerplatz 5

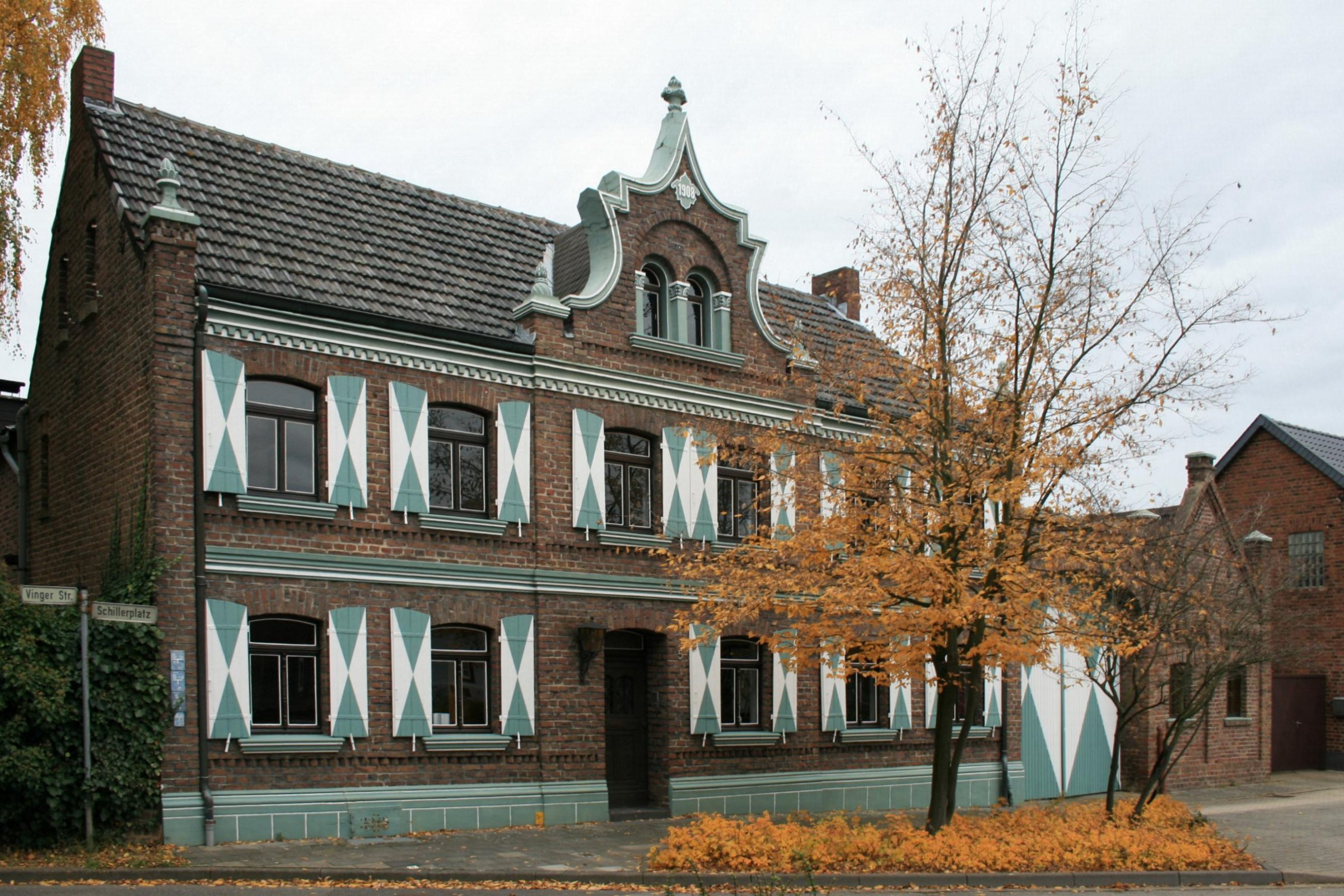
Die Straßenansicht des Hofes

Die Hofanlage Schillerplatz 5 befindet sich in der Ortsmitte von Wissersheim, einem Ortsteil der Gemeinde Nörvenich im Kreis Düren, Nordrhein-Westfalen am Schillerplatz.
Die vierflügelige Hofanlage wurde Anfang bis Mitte des 19. Jahrhunderts erbaut. Sie wurde aus Backsteinen und Fachwerk errichtet, und zwar um den rechteckigen Innenhof herum. Vermutlich handelt es sich um den  Wissersheimer Fronhof des Stifts St. Gereon zu Köln.
Es handelt sich um ein traufenständiges zweigeschossiges Wohnhaus mit querliegender Scheune und rückwärtiger Remise. Die Toreinfahrt befindet sich zwischen dem Wohnhaus und dem östlichen Stalltrakt. Im Osten steht ein giebelständiges Stallgebäude. Das ursprüngliche Stallgebäude westlich zwischen Wohngebäude und Scheune wurde in den 1950er Jahren durch einen Neubau ersetzt und ist nicht denkmalswert.
Der Hof wurde am 15. Dezember 2006 in die Denkmalliste der Gemeinde Nörvenich unter Nr. 82 eingetragen.

## Belege
- Denkmalliste der Gemeinde Nörvenich (PDF; 108 kB)

Koordinaten: 50° 48′ 59,9″ N, 6° 41′ 48,4″ O